# Борова вулиця (Київ, Бортничі)
Борова́ ву́лиця — вулиця в Дарницькому районі міста Києва, селище Бортничі. Пролягає від вулиці Івана Богуна до Лісної вулиці.
Прилучаються вулиці Івана Дяченка, Святищенської, Івана Богуна, провулки Василя Кука, Хлібний і Боровий.

## Історія
Вулиця виникла у середині XX століття під такою ж назвою (від місцевості, якою пролягає).
Однойменна вулиця знаходиться у тому ж районі, у селищі Червоний хутір.